# Przestrzeń sakralna
Przestrzeń sakralna – miejsce lub pomieszczenie wyświęcone. Przestrzeń sakralna, czyli związana z sacrum zdefiniowana jest poprzez różne religie jako przestrzeń miejsce przebywania bóstw lub innych istot nadprzyrodzonych albo służące oddawaniu im czci.